# Đạo Nguyên Hi Huyền
Đạo Nguyên Hi Huyền  (道元希玄 dōgen kigen), 1200-1253 - cũng được gọi là Vĩnh Bình Đạo Nguyên  (永平道元 eihei dōgen) vì Sư có công khai sáng Tào Động tông (ja. sōtō) tại Nhật Bản và lập Vĩnh Bình tự một trong hai ngôi chùa chính của tông này. Ngoài ra, sư còn là một trong những Thiền sư quan trọng nhất của Phật giáo Nhật Bản. Sư được Phật tử của tất cả các tông phái Phật giáo tại Nhật Bản thờ phụng như một Đại Bồ Tát.
Sư thường bị hiểu lầm là một triết gia với quan điểm "thâm sâu và quái dị nhất" nhưng những gì Sư viết không xuất phát từ những suy luận về thật tại mà từ sự trực chứng thực tại.

## Cơ duyên
Sư sinh ra trong một gia đình quý phái, thời thơ ấu đã chứng tỏ có một đầu óc xuất sắc. Lên bốn Sư đã đọc thơ Đường và lên chín đã đọc được một bài luận về A-tì-đạt-ma. Cha mẹ mất sớm làm Sư ngộ lẽ vô thường và trở thành tăng sĩ. Mới đầu, Sư học giáo pháp của Thiên Thai tông. Năm mười lăm tuổi, Sư bị câu hỏi sau đây dày vò: "Nếu quả thật, như kinh dạy, thể tính của ta đã là Bồ-đề, thì sao Chư Phật còn phải tu học để giác ngộ?" Sư tìm học với Thiền sư Minh Am Vinh Tây, người đã đưa dòng Thiền Lâm Tế từ Trung Quốc qua Nhật Bản. Vinh Tây trả lời câu hỏi của Sư: "Chư Phật không ai biết mình có Phật tính, chỉ có súc sinh mới biết mình có Phật tính." Sư nghe đây có chút tỉnh ngộ và sau đó học đạo với Vinh Tây, nhưng học không được lâu vì Vinh Tây tịch ngay trong năm đó.
Dù đã tiến xa, Sư vẫn khắc khoải và cuối cùng, vào năm 1223, cất bước lên đường sang Trung Quốc bằng đường biển, một chuyến đi đầy hiểm nguy thời đó. Sư tham vấn nhiều Thiền sư, học hỏi nhiều phép tu nhưng chỉ tại chùa Thiên Đồng, Sư mới được Thiền sư Trường Ông Như Tịnh (zh. 長翁如淨) ở Thiên Đồng sơn (zh. 天童山), Minh Châu (zh. 明州) hướng dẫn đạt tông chỉ của dòng Tào Động, và (có thể nói là) giác ngộ 
Hai năm sau ngày đại ngộ, Sư trở về Nhật và thành lập dòng Tào Động ở đây. Sư sống 10 năm ở Kinh Đô (ja. kyōto). Nhằm tránh ảnh hưởng của triều đình Nhật, Sư rút về sống viễn li trên núi.

## Pháp ngữ và ảnh hưởng
Trong buổi lễ khánh thành thiền viện đầu tiên tại Nhật là Hưng Thánh Pháp Lâm tự (zh. 興聖法林寺, ja. kōshōhōrin-ji), Sư thượng đường với những câu sau:
"Ta chẳng tu học tại nhiều thiền viện. Nhưng khi ta yết kiến Đại sư Như Tịnh thì ta thông hiểu tường tận, trực nhận rằng: lỗ mũi đứng thẳng và hai con mắt nằm ngang. Từ bấy giờ ta chẳng còn bị ai lừa bịp. Với hai bàn tay trắng ta trở về cố hương và vì vậy ta chẳng có chút gì có thể gọi là Phật pháp cả. Ta sống theo nhịp điệu của thời gian: buổi sáng mặt trời mọc ở hướng Đông và buổi tối trăng lặn ở phía Tây. Mây tan núi hiện, sau cơn mưa thì núi có vẻ thấp hơn bình thường—là thế nào?... Hễ bốn năm thì có một năm nhuận, gà gáy buổi sáng."
Sư đứng im một lúc rồi bước xuống pháp toà.
Tác phẩm chính và nổi tiếng nhất của Sư là Chính pháp nhãn tạng (zh. 正法眼藏, ja. shōbōgenzō) - được xem là một kiệt tác của Thiền tông Nhật Bản. Theo quan điểm của dòng Tào Động, Đạo Nguyên cho rằng phép im lặng toạ thiền (mặc chiếu thiền) rất quan trọng. Mặt khác Sư cũng không hề từ chối phép tham quán công án được truyền dạy trong dòng Lâm Tế (ja. rinzai). Bản thân Sư cũng góp nhặt khoảng 300 công án Thiền, luận giải cho từng công án đó trong tác phẩm Niêm bình tam bách tắc (zh. 拈評三百則, ja. nempyo sambyaku-soku). Các tác phẩm khác của Sư - khác với Chính pháp nhãn tạng - chỉ mang tính chất nhập môn. Môn đệ kế thừa Sư là Cô Vân Hoài Trang (zh. 孤雲懷奘, ja. koun ejō).
Năm 1243, Sư rời Hưng Thánh tự và đến vùng Ichizen để một năm sau đó thành lập Vĩnh Bình tự. Năm 1253, Sư viên tịch.
Các tác phẩm quan trọng của Sư còn được lưu lại:
1. Phổ khuyến toạ thiền nghi (zh. 普勸坐禪儀, ja. fukanzazengi)
2. Học đạo dụng tâm tập (zh. 學道用心集, ja. gakudōyōjinshū)
3. Điển toạ giáo huấn (zh. 典座教訓, ja. tenzōkyōkun)
4. Vĩnh Bình quảng lục (zh. 永平廣錄, ja. eihei kōroku), cũng được gọi là Đạo Nguyên Hoà thượng quảng lục (zh. 道元和尚廣錄, ja. dōgen ōshō kōroku)
5. Chính pháp nhãn tạng tuỳ văn ký (zh. 正法眼藏隨聞記, ja. shōbōgenzō-zuimonki)
6. Chính pháp nhãn tạng tam bách tắc (zh. 正法眼藏三百則, ja. shōbōgenzō sambyakusoku)
7. Chính pháp nhãn tạng (zh. 正法眼藏, ja. shōbōgenzō), 95 quyển.